# Houtain-Saint-Siméon
Houtain-Saint-Siméon (nld. Houtem, wa. Houtin-Sint-Simeyon) – dzielnica (section) gminy Oupeye w Belgii, w Regionie Walońskim, w prowincji Liège, w okręgu Liège. 1 stycznia 2020 roku liczyła 1963 mieszkańców. Do 31 grudnia 1976 r. samodzielna gmina. 

## Demografia
Liczba mieszkańców, stan na 1 stycznia:
| Rok                | 1930 | 1947 | 1961 | 2020 |
| ------------------ | ---- | ---- | ---- | ---- |
| Liczba mieszkańców | 1156 | 1168 | 1248 | 1963 |